# Havsgäddfiskar
Havsgäddfiskar (Gempylidae) är en familj i underordningen makrillika fiskar (Scombroidei). De lever i varma regioner av Atlanten, Stilla havet, Indiska oceanen och Medelhavet i djupare zoner 100 meter under vattenytan.
Ryggfenan är lång och den därefter följande fettfenan kortare. Ryggfenan har i främre delen taggstrålar. Bröstfenorna är små eller saknas och analfenan är symmetrisk till fettfenan. Kroppsfärgen är på ryggen blåaktig eller brunaktig och på sidorna silverfärgade. Havsgäddfiskar blir 20 centimeter till 2 meter lång och livnär sig av mindre fiskar, kräftdjur och bläckfiskar.

## Systematik
Det finns 16 släkten med tillsammans 24 arter.
- Diplospinus
- Epinnula
- Gempylus
- Lepidocybium
- Nealotus
- Neoepinnula
- Nesiarchus
- Paradiplospinus
- Promethichthys
- Rexea
- Rexichthys
- Ruvettus
- Thyrsites
- Thyrsitoides
- Thyrsitops
- Tongaichthys